# Bazar du jardin du Château
Le Bazar du jardin du Château (en hongrois : Várkert Bazár) ou Bazar du Château (Várbazár) est un édifice de plaisance situé dans le 1er arrondissement de Budapest, en Hongrie. 

## Histoire
Construit entre 1875 et 1883 en contrebas du château de Buda selon les plans de Miklós Ybl, il est entièrement restauré en 2014 dans le cadre d'un vaste plan d'embellissement du quartier du château et de ses abords. Le chantier est également l'occasion de créer de nouveaux accès piéton sur le flanc de la colline du Château.

## Transports
Ce site est desservi par la station de tramway Döbrentei tér des lignes  19 41.

## Galerie

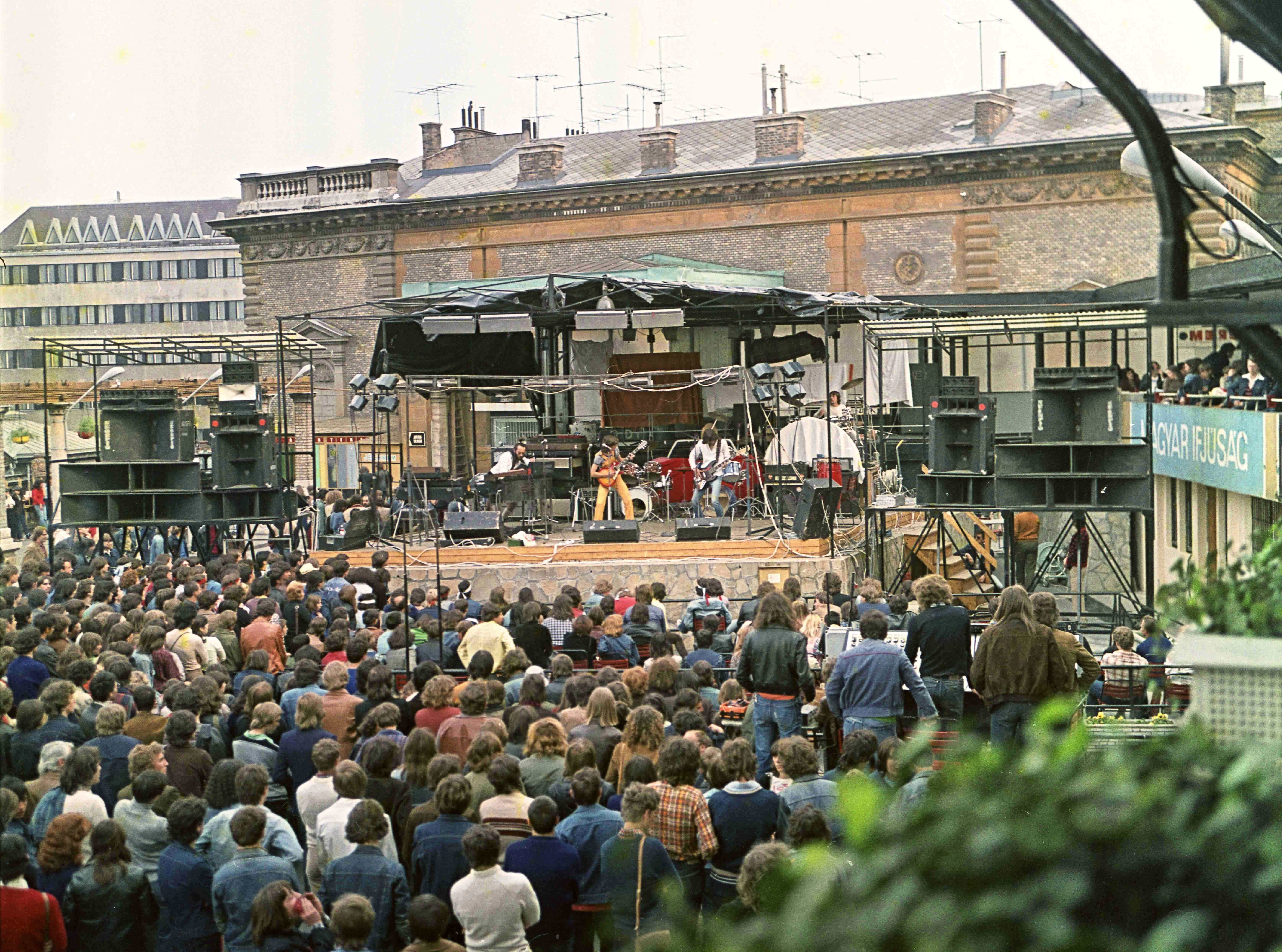
De 1961 à 1984, les bâtiments et le parc étaient un lieu de réunion et de concerts, le Parc de la jeunesse de Buda (Budai Ifjúsági Park, « Ifipark »).
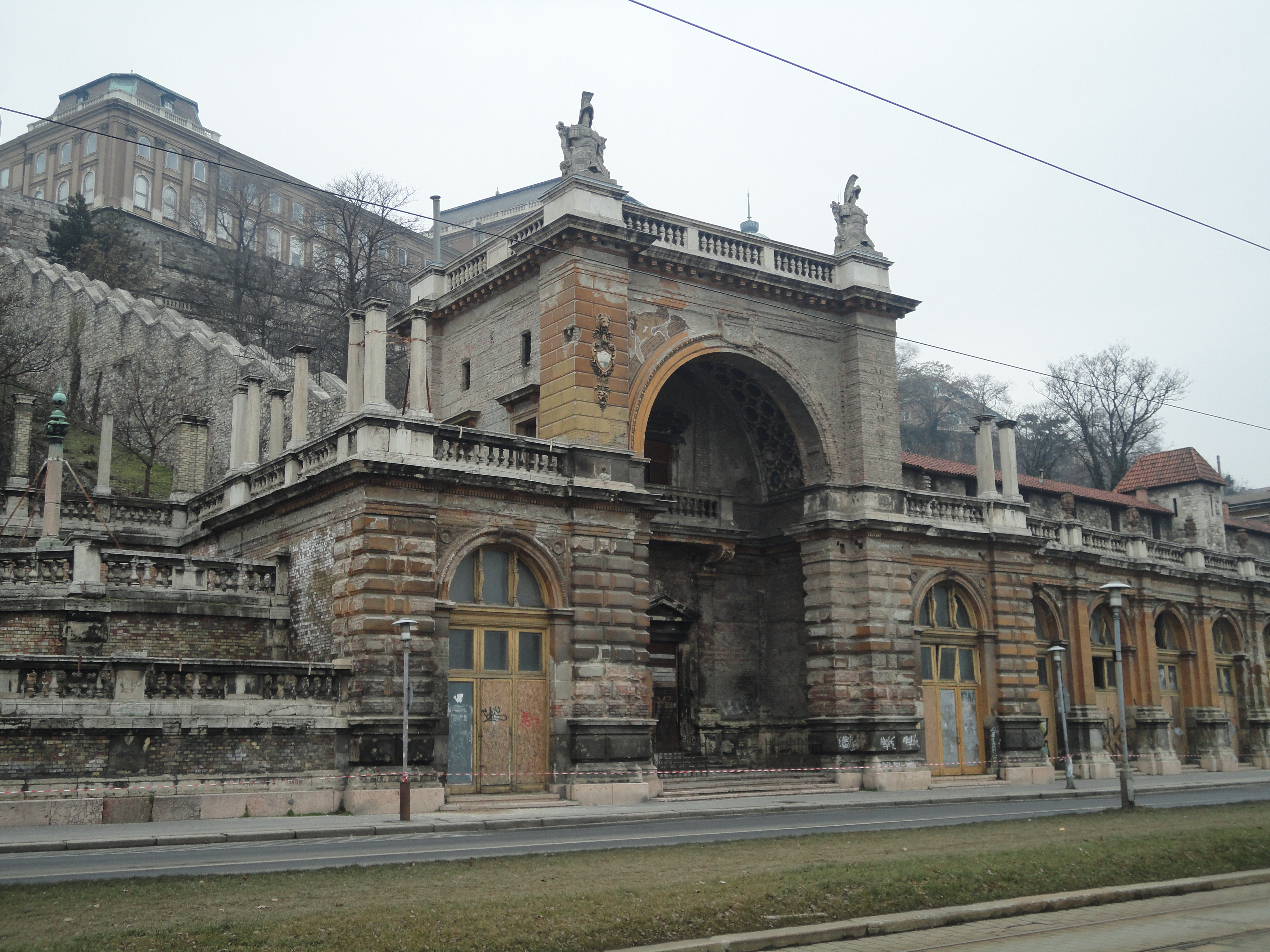
Le bâtiment nord en 2011, avant sa restauration.
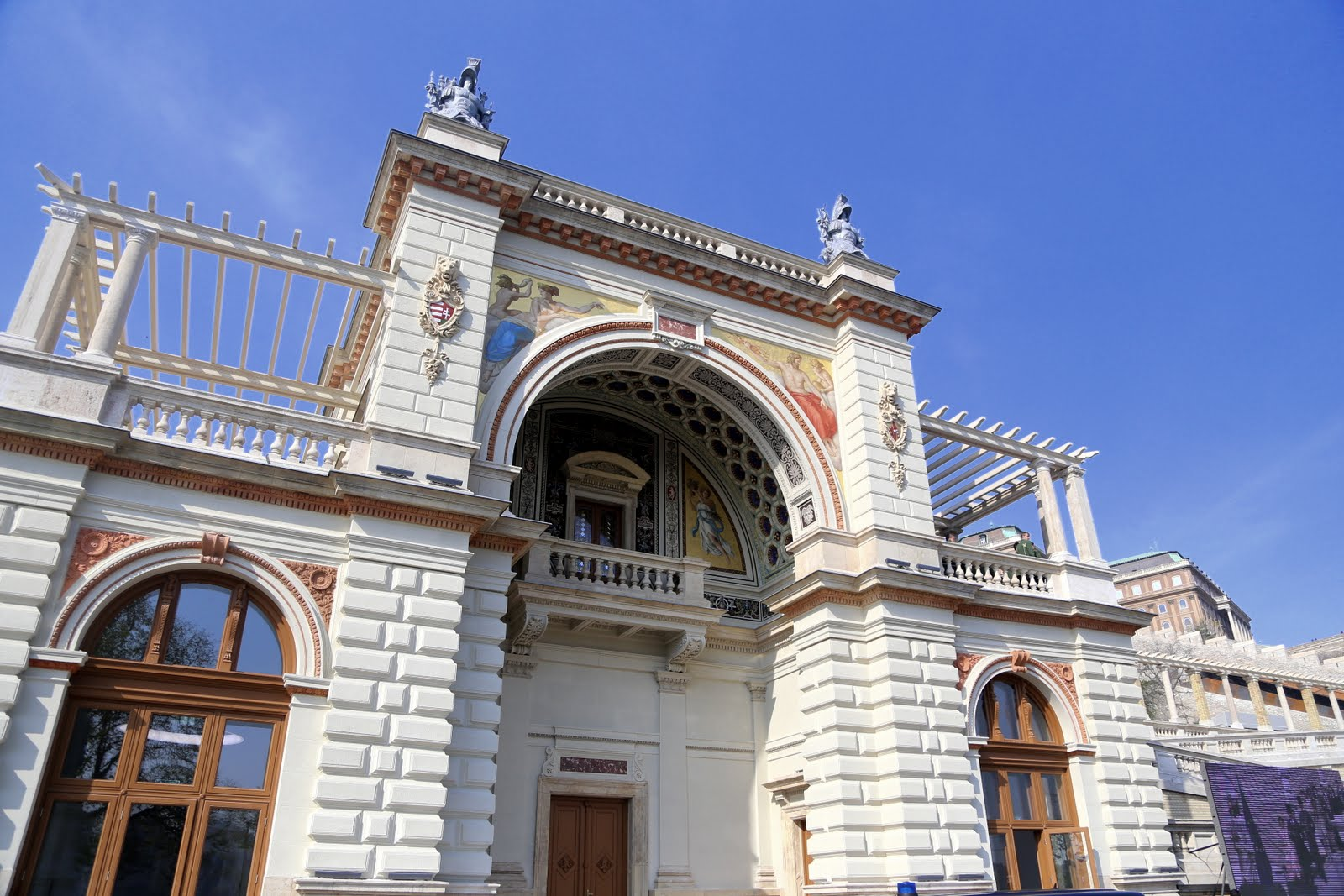
Le bâtiment sud en 2014, après restauration.
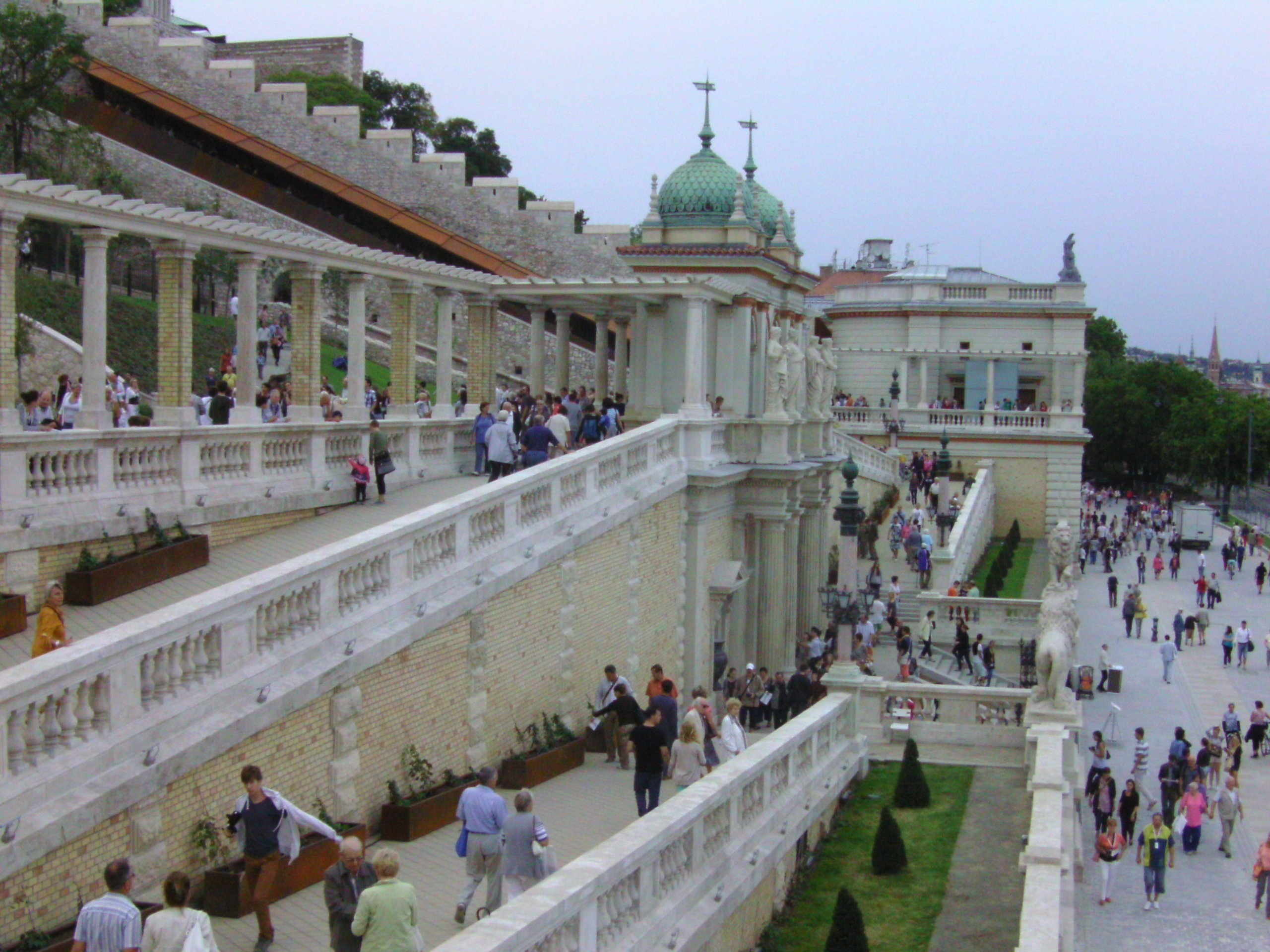
Vue générale depuis le bâtiment sud.